# Anonys
Anonys.jpは、GoldBurgが運営する日本語版の無料レンタルブログサービス。
2020年6月に英語版無料レンタルブログサービス「Anonys.org」をリリース。その後、多くの派生版ブログサービスをリリースし、12月に日本語対応のブログサービスがリリースされた。
同サービスは通常のブログサービスでは必要な「アカウントの作成」をすることなく自由にブログ記事を投稿できる。投稿の際にメールアドレスの入力が必須で、このメールアドレスによって同一人物からの投稿をリンクしてリスト表示することが可能。